# Catocala herodias
Catocala herodias är en fjärilsart som beskrevs av John Kern Strecker 1876. Catocala herodias ingår i släktet Catocala och familjen nattflyn. Inga underarter finns listade i Catalogue of Life.